# أنتوني كيلمان
أنتوني كيلمان (بالإنجليزية: Anthony Kellman)‏ (24 أبريل 1955 في باربادوس)؛ شاعر، مغن مؤلف وروائي باربادوسي.